# Geir Moen
Geir Moen, född 26 juni 1969 i Moss, är en norsk tidigare friidrottare, som främst tävlade i sprint.
Hans personliga rekord på 100 m samt 200 m på 10,08 respektive 20,17 var norska och nordiska rekord tills de blev slagna av Jaysuma Saidy Ndure.
År 1994, vid Europamästerskapet i friidrott vann han silver och guld på sina specialsträckor (100 resp. 200).
Han tilldelades Aftenpostens guldmedalj 1994.